# Walter Fischer (SA-Mitglied)
Walter Fischer (* 20. März 1910 in Berlin-Schöneberg; † 14. Dezember 1929 in Berlin-Wilmersdorf) war ein deutsches Mitglied der NSDAP und der SA.

## Leben
Der Schlosserlehrling Fischer trat zum 1. Mai 1928 der NSDAP bei (Mitgliedsnummer 88.894) und war bis 1929 Angehöriger des SA-Sturms 13. April 1929 war er auf Wunsch seines Vaters, der als Chauffeur für den Polizeikommandeur Magnus Heimannsberg arbeitete, aus der NSDAP und der SA ausgetreten. Er unterhielt aber weiter Beziehungen zu seinen Freunden in der SA. Am 14. Dezember 1929 wurde Fischer in der Wegenerstraße in Wilmersdorf, angeblich auf dem Weg zu dem SA-Lokal Unger, von Kommunisten angeschossen. Er starb noch in derselben Nacht im Krankenhaus an seinen Verletzungen, lt. Sterbeurkunde jedoch bereits 11:30 Uhr. Nach Hans Georg Kütemeyer und Gerhard Weber war er der dritte Tote der NS-Bewegung in Berlin. In den folgenden Wochen nutzte die NS-Propaganda den Fall – unter geflissentlicher Verschweigung von Fischers zuletzt erfolgter Distanzierung von der NSDAP – weidlich für sich aus. Sein Begräbnis am 13. Dezember 1929 wurde für einen Massenaufzug der SA auf dem Friedhof genutzt. Joseph Goebbels, Hermann Göring und Horst Wessel hielten bei dieser Gelegenheit Trauerreden. Am 17. Dezember 1929 veranstaltete Goebbels auf dem Fehrbelliner Platz in Berlin einen noch größeren Massenaufmarsch der SA, der offiziell als „Protestkundgebung“ gegen die Ermordung Fischers deklariert wurde. Nach diesem Aufmarsch hielt Goebbels eine Hetzrede, in der er den aus der Partei Ausgetretenen als Nationalsozialisten vereinnahmte und ihn zum „Blutopfer“ der Bewegung stilisierte. Außerdem reizte er die Zuschauer in hetzerischer Weise gegen die angeblichen „roten“ Mörder auf. Da es sich nicht verheimlichen ließ, dass Fischer zum Zeitpunkt seines Todes bereits aus der SA ausgeschieden war, musste Joseph Goebbels seine zunächst gefassten Pläne, ihn zum Vorbild für die jungen Anhänger seiner Partei zu stilisieren, rasch verwerfen. Stattdessen machte er sich den im Februar 1930 folgenden Tod von Horst Wessel – der eine für seine Zwecke geeignetere Märtyrerfigur war – zu Nutze und schlachtete diesen in seinem Sinne aus. Dennoch wurde auch Fischer nach 1933 noch von den Nationalsozialisten instrumentalisiert. Am 20. Mai 1937 wurde die Lauenburger Straße in Berlin-Wilmersdorf nach ihm in Walter-Fischer-Straße umbenannt (seit dem 31. Juli 1947 trägt sie den Namen Fechnerstraße).